# Nathalie Boy de la Tour
Nathalie Boy de la Tour (nascida Nathalie Szenberg em 19 de agosto de 1968 em Saint-Cyr-l'École) é uma executiva do futebol francês. Ela é presidente do Campeonato Francês de Futebol desde 11 de novembro de 2016.